# Бэрсден
Бэрсде́н (англ. Bearsden [ˌbɛərzˈdɛn], гэльск. Cille Phàdraig Ùr, скотс Bearsden) — город в Шотландии. Входит в состав округа Ист-Данбартоншир.

## География
Город расположен в западной части Центральной Шотландии, северо-западнее метрополии Глазго, приблизительно в 10 километрах от его центра (что делает Бэрсден практически одним из пригородов Глазго). Нынешнее название город носит с 1863 года, после того, как сюда была проведена железнодорожная линия и на ней открыта станция Бэрсден. Численность населения города составляет около 28 тысяч человек.

## История
Первое поселение появилось на месте нынешнего Бэрсдена в первой половине II века, между 142 и 144 годами, когда римляне во времена императора Антонина Пия построили к северу от ранее сооружённого вала Адриана новое укрепление из торфа, камня и дерева — вал Антонина, защищавший Британию от набегов пиктов. Римское укрепление находилось на военной дороге, проложенной вдоль южной стороны вала.

## Известные уроженцы
- Аллан, Меа (1909—1982) — шотландская журналистка, писательница.